# Flygsnäs och Hägnen
Flygsnäs och Hägnen är en tätort i Sätila distrikt i Marks kommun, västra Götalands län belägen invid södra stranden av Östra Ingsjön.
Före 2018 avgränsade och namnsatta SCB här en småort benämnd Hägnen och Flykanäs. 

## Befolkningsutveckling
| Befolkningsutvecklingen i Hägnen och Flykanäs/Flygsnäs och Hägnen 1990–2020 | Befolkningsutvecklingen i Hägnen och Flykanäs/Flygsnäs och Hägnen 1990–2020 | Befolkningsutvecklingen i Hägnen och Flykanäs/Flygsnäs och Hägnen 1990–2020 | Befolkningsutvecklingen i Hägnen och Flykanäs/Flygsnäs och Hägnen 1990–2020 | Befolkningsutvecklingen i Hägnen och Flykanäs/Flygsnäs och Hägnen 1990–2020 |
| --------------------------------------------------------------------------- | --------------------------------------------------------------------------- | --------------------------------------------------------------------------- | --------------------------------------------------------------------------- | --------------------------------------------------------------------------- |
|                                                                             |                                                                             |                                                                             |                                                                             |                                                                             |
| År                                                                          |                                                                             |                                                                             | Folkmängd                                                                   | Areal (ha)                                                                  |
| 1990                                                                        | 1990                                                                        |                                                                             | 134                                                                         | 24#                                                                         |
| 1995                                                                        | 1995                                                                        |                                                                             | 142                                                                         | 24#                                                                         |
| 2000                                                                        | 2000                                                                        |                                                                             | 152                                                                         | 24#                                                                         |
| 2005                                                                        | 2005                                                                        |                                                                             | 152                                                                         | 24#                                                                         |
| 2010                                                                        | 2010                                                                        |                                                                             | 128                                                                         | 24#                                                                         |
| 2015                                                                        | 2015                                                                        |                                                                             | 193                                                                         | 53#                                                                         |
| 2020                                                                        | 2020                                                                        |                                                                             | 210                                                                         | 59                                                                          |
| Anm.: # Som småort.                                                         |                                                                             |                                                                             |                                                                             |                                                                             |